# 南長野駅
南長野駅（みなみながのえき）は、かつて長野県長野市中御所に存在した善光寺白馬電鉄の駅（廃駅）である。同線の廃線に伴い廃駅となった。
善光寺白馬電鉄の起点であり、本社所在地であった。駅名と異なり、南長野ではなく中御所に位置した（南長野には妻科駅が存在）。

## 歴史
- 1936年（昭和11年）11月22日：当駅 - 善光寺温泉東口間の開通により開業。
- 1944年（昭和19年）1月10日：善光寺白馬電鉄の休線により休止。
- 1969年（昭和44年）7月9日：善光寺白馬電鉄の廃線により廃止。

## 駅構造
島式ホーム1面2線を有した駅で、構内には旧本社屋と車庫があった。なお、本社は開業当時からその場所に現存する。また、本社には転轍機やレールなどが放置されている。

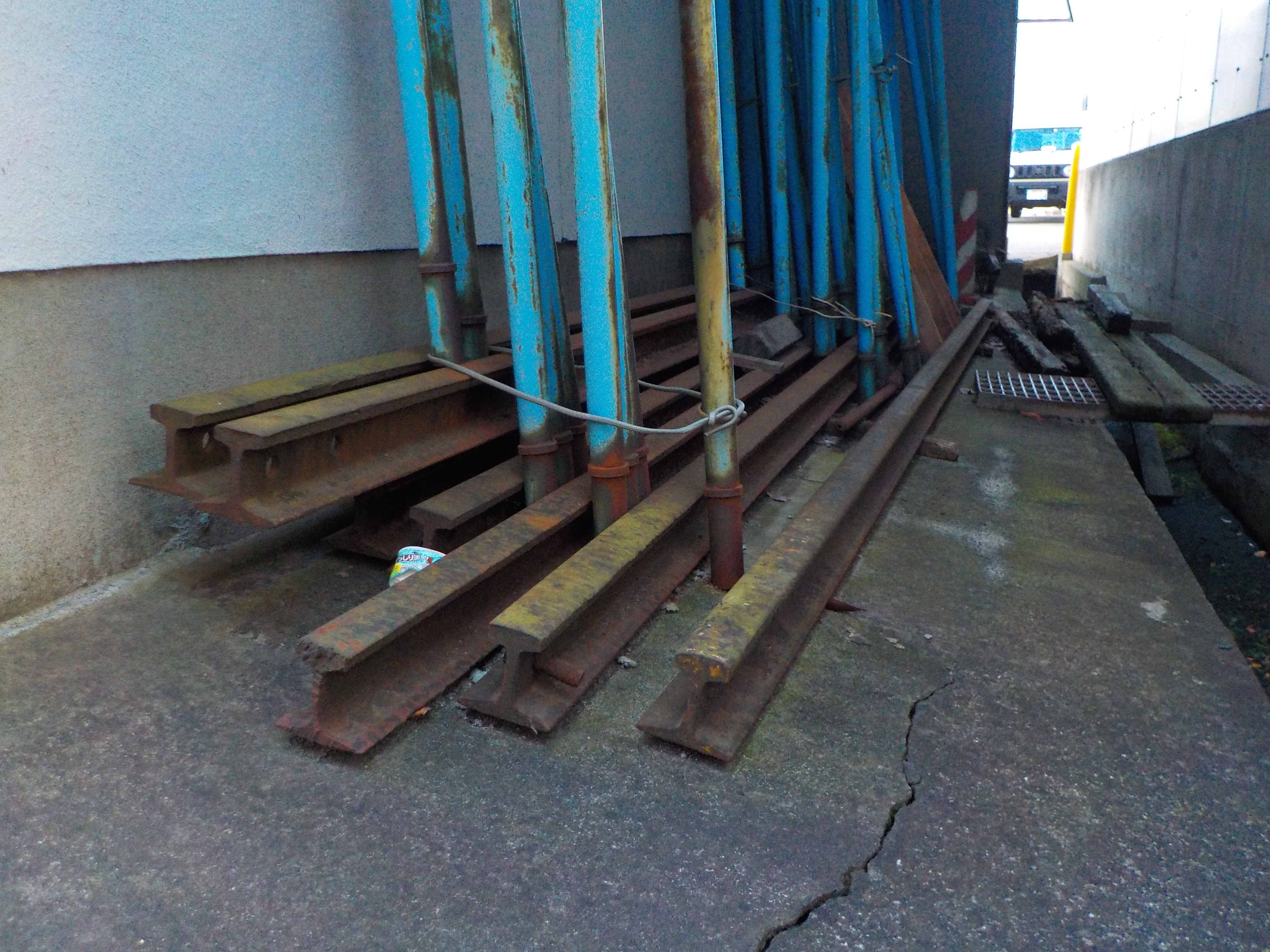
当時使用されていたレール（2021年11月）
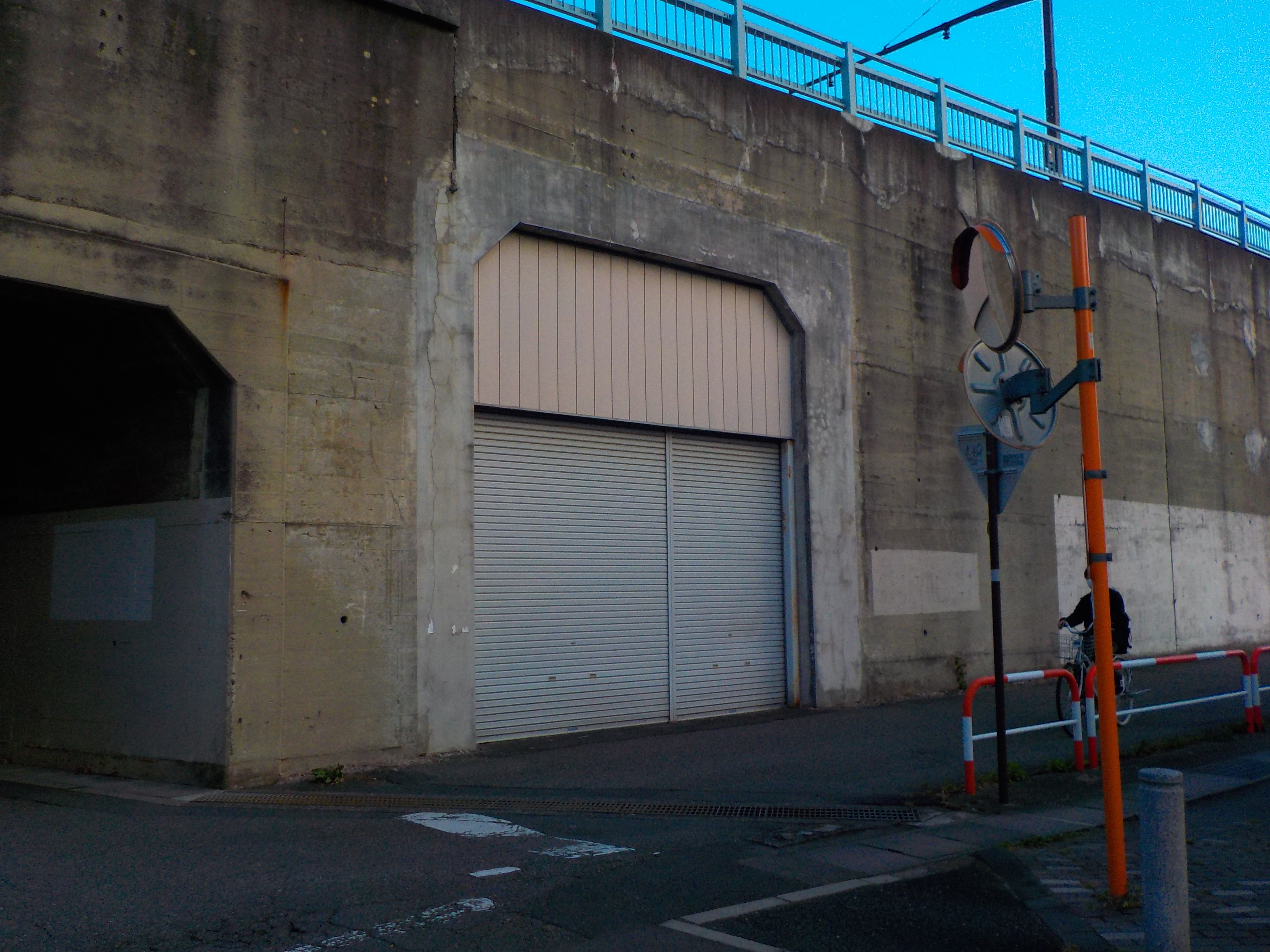
国道117号の通行口跡（2021年11月）

## 駅周辺
- 善光寺白馬電鉄本社
- 裾花川
- 長野駅（JR東日本・長野電鉄）
- 第一建設工業長野支店
- 長野美術専門学校
- ハローワーク長野
- すや亀中御所蔵
- 中御所地籍
  - 国道117号（当時は国道10号[1]）

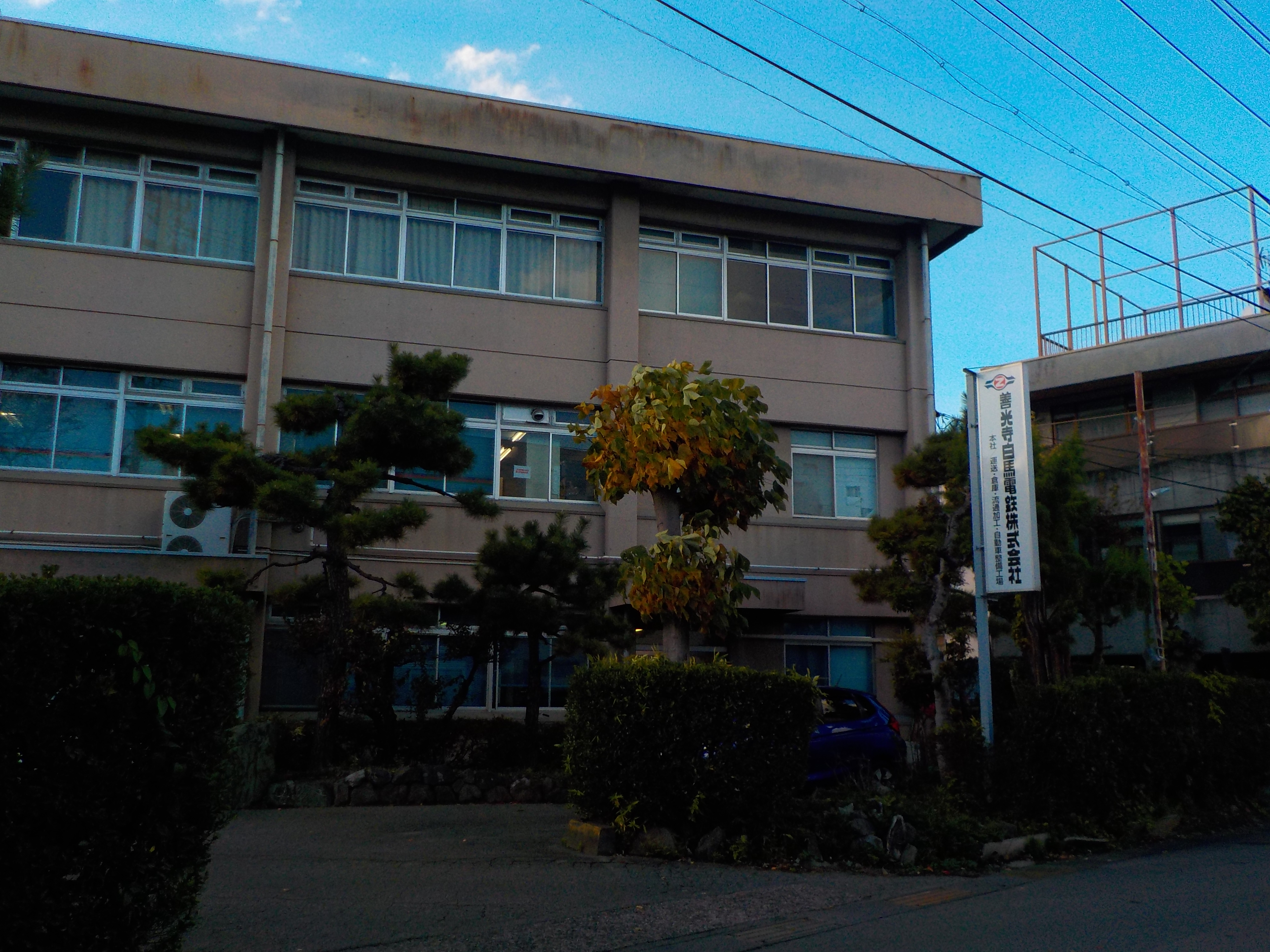
善光寺白馬電鉄本社

    - みすず橋（当駅を出ると線路はこの橋下のトンネルを通っていた[2]が、北陸新幹線開業に伴い当駅方はコンクリートで封鎖された）

  - 上記トンネルの向こう側は現在、労働基準監督署となっている。

## 隣の駅
善光寺白馬電鉄
南長野駅 - 山王駅